# 1959年のスポーツ
1959年のスポーツ（1959ねんのスポーツ）では、1959年（昭和34年）のスポーツ関連の出来事についてまとめる。

## できごと
- 1月6日 - 秩父宮スポーツ博物館開館
- 4月 - 秩父宮記念スポーツ図書館設立
- 5月1日 - 安部磯雄ら9名、第1回日本野球殿堂入り
- 5月18日 - 皇太子ご結婚記念スポーツ祭開催
- 5月26日 - 第55次IOC総会、1964年オリンピック開催地を東京と決定
- 6月2日 - 第1回アジア・レクリエーション大会、東京で開催
- 6月12日 - 日本の野球殿堂、野球体育博物館開館
- 6月25日 - 日本プロ野球初の天覧試合、巨人対阪神戦で長嶋茂雄がサヨナラホームラン
- 7月2日 - 日本テレビ、プロ野球ナイターで初のカラー中継
- 7月12日 - 田中聰子が200メートル背泳ぎで2分37秒1の世界記録
- 7月26日 - 山中毅が400メートル自由形で4分16秒6の世界記録
- 8月27日 - 第1回ユニバーシアード、トリノで開幕
- 10月2日 - 西ドイツ・オリンピック協会、「黄金計画:Der Goldene Plan」発表

## 総合競技大会
- 第4回国際ろう者冬季競技大会（スイス・モンタナブフーナラ・1月27日～31日）
- 第1回ユニバーシアード（イタリア・トリノ・8月27日～9月6日） - 日本の獲得メダル：金2、銀2、銅3
- 第14回東京国体（冬季スケート - 北海道・1月22日～25日、冬季スキー - 山形県・2月21日～24日、夏季 - 東京都・9月20日～23日、秋季 - 東京都、埼玉県、神奈川県・10月25日～30日）
天皇杯順位：優勝 東京都、第2位 神奈川県、第3位 大阪府
皇后杯順位：優勝 東京都、第2位静岡県、第3位 大阪府

## アイスホッケー
- スタンレーカップ決勝（1958-1959シーズン）
モントリオール・カナディアンズ （4勝1敗） トロント・メープルリーフス

## アメリカンフットボール
- NFLチャンピオンシップゲーム
ボルチモア・コルツ（西） 31-16 ニューヨーク・ジャイアンツ（東）

## 大相撲
- 一月場所（蔵前国技館・11日～25日）
幕内最高優勝 : 若乃花幹士（14勝1敗,5回目）
十両優勝 : 若杉山豊一（12勝3敗）
- 三月場所（大阪府立体育館・8日～22日）
幕内最高優勝 : 栃錦清隆（14勝1敗,8回目）
十両優勝 : 八染茂雄（13勝2敗）
- 五月場所（蔵前国技館・3日～17日）
幕内最高優勝 : 若乃花幹士（14勝1敗,6回目）
十両優勝 : 若ノ國照夫（12勝3敗）
- 七月場所（名古屋市金山体育館・5日～19日）
幕内最高優勝 : 栃錦清隆（15戦全勝,9回目）
十両優勝 : 星甲良夫（12勝3敗）
- 九月場所（蔵前国技館・13日～27日）
幕内最高優勝 : 若乃花幹士(14勝1敗,7回目）
十両優勝 : 宇田川勝太郎（14勝1敗）
- 十一月場所（福岡スポーツセンター・8日～22日）
幕内最高優勝 :若羽黒朋明（13勝2敗,初）
十両優勝 : 大鵬幸喜（13勝2敗）

## ゴルフ

### 世界4大大会（男子）
- マスターズ優勝者：アート・ウォール・ジュニア（アメリカ）
- 全米オープン優勝者：ビリー・キャスパー（アメリカ）
- 全英オープン優勝者：ゲーリー・プレーヤー（南アフリカ）
- 全米プロゴルフ優勝者：ボブ・ロスバーグ（アメリカ）

## サッカー
- 第39回天皇杯全日本サッカー選手権大会（5月3日～6日）
決勝：関学クラブ 1-0 中央大学

## 自転車競技

### ロードレース
- 第42回ジロ・デ・イタリア
総合優勝：シャルリー・ゴール（ルクセンブルク）
- 第46回ツール・ド・フランス
総合優勝：フェデリコ・バーモンテス（スペイン）

## テニス

### グランドスラム
- 全豪選手権　男子単優勝：アレックス・オルメド（ペルー）、女子単優勝：メアリー・カーター・レイタノ（オーストラリア）
- 全仏選手権　男子単優勝：ニコラ・ピエトランジェリ（イタリア）、女子単優勝：クリスティン・トルーマン（イギリス）
- ウィンブルドン　男子単優勝：アレックス・オルメド（ペルー）、女子単優勝：マリア・ブエノ（ブラジル）
- 全米選手権　男子単優勝：ニール・フレーザー（オーストラリア）、女子単優勝：マリア・ブエノ（ブラジル）

## バスケットボール
- NBAファイナル（1958-1959シーズン）
ボストン・セルティックス（東） （4戦全勝） セントルイス・ホークス（西）

## 野球
- 村山実、デビューする。新人にして、最優秀投手賞、沢村賞を受ける。
- 野球初の天覧試合が行われる。

## 誕生
- 1月15日 - 田原成貴（島根県、競馬）
- 1月24日 - 前田日明（大阪府、プロレス）
- 1月27日 - 蘇武幸志（宮城県、バレーボール）
- 2月1日 - 荘勝雄（台湾→日本、野球）
- 2月4日 - ローレンス・テイラー（アメリカ、アメリカンフットボール）
- 2月16日 - ジョン・マッケンロー（アメリカ、テニス）
- 3月3日 - マッハ文朱（熊本県、プロレス）
- 3月7日 - トム・レーマン（アメリカ、ゴルフ）
- 3月8日 - マキ上田（鳥取県、プロレス）
- 4月2日 - ユハ・カンクネン（フィンランド、ラリードライバー）
- 4月3日 - 霧島一博（鹿児島県、相撲）
- 4月10日 - 栗田伸一（滋賀県、競馬、+2004年）
- 4月22日 - テリー・フランコーナ（アメリカ、野球）
- 5月10日 - 小松辰雄（石川県、野球）
- 5月15日 - カオサイ・ギャラクシー（タイ、ボクシング）
- 5月17日 - 池田親興（宮崎県、野球）
- 5月31日 - アンドレア・デ・チェザリス（イタリア、レーシングドライバー、+2014年）
- 6月1日 - マーティン・ブランドル（イギリス、レーシングドライバー）
- 6月11日 - 屋鋪要（兵庫県、野球）
- 6月21日 - トム・チェンバース（アメリカ、バスケットボール）
- 6月22日 - マイケル・キネーン（アイルランド、競馬）
- 7月6日 - 鈴木康友（奈良県、野球）
- 7月7日 - アレッサンドロ・ナニーニ（イタリア、レーシングドライバー）
- 7月8日 - 川口和久（鳥取県、野球）
- 7月26日 - 山沖之彦（高知県、野球）
- 7月26日 - 副島博志（佐賀県、サッカー）
- 7月31日 - 平田勝男（長崎県、野球）
- 8月14日 - マジック・ジョンソン（アメリカ、バスケットボール）
- 8月17日 - 赤井英和（大阪府、ボクシング）
- 8月23日 - 谷福美（北海道、ゴルフ）
- 8月27日 - 渡部絵美（東京都、フィギュアスケート）
- 8月27日 - ゲルハルト・ベルガー（オーストリア、レーシングドライバー）
- 8月29日 - ラモン・ディアス（アルゼンチン、サッカー）
- 9月9日 - 宮本賢治（兵庫県、野球）
- 10月3日 - フレッド・カプルス（アメリカ、ゴルフ）
- 10月11日 - ウェイン・ガードナー（オーストラリア、オートバイレーサー）
- 10月20日 - 浅井えり子（東京都、マラソン）
- 10月24日 - 田村藤夫（千葉県、野球）
- 10月26日 - 金井豊（群馬県、陸上競技、+1990年）
- 11月2日 - サイド・アウィータ（モロッコ、陸上競技）
- 11月6日 - 太田哲也（群馬県、レーシングドライバー）
- 11月10日 - 芹澤信雄（静岡県、ゴルフ）
- 11月16日 - コリー・ペイビン（アメリカ、ゴルフ）
- 11月21日 - ヒクソン・グレイシー（ブラジル、格闘家）
- 11月28日 - ステファン・ロシュ（アイルランド、自転車競技）
- 11月29日 - 岡山恭崇（熊本県、バスケットボール）
- 12月1日 - 加瀬秀樹（千葉県、ゴルフ）
- 12月20日 - 中山竹通（長野県、マラソン）
- 12月21日 - フローレンス・ジョイナー（アメリカ、陸上競技、+1998年）
- 12月26日 - 八木弘和（北海道、スキージャンプ）

## 死去
- 1月22日 - エリザベス・ムーア（アメリカ、テニス、*1876年）
- 1月22日 - ケン・ウィリアムズ（アメリカ、野球、*1890年）
- 2月7日 - ナポレオン・ラジョイ（アメリカ、野球、*1875年）
- 3月4日 - マクスウェル・ロング（アメリカ、陸上競技、*1878年）
- 9月12日 - ワルター・バルテ（ドイツ、水泳、*1892年）
- 9月28日 - ビンセント・リチャーズ（アメリカ、テニス、*1903年）
- 10月3日 - 栃木山守也（栃木県、相撲、*1892年）
- 10月18日 - ブエラ・エル＝ワフィ（フランス、陸上競技、*1898年）
- 11月9日 - エーロ・レートネン（フィンランド、陸上競技、*1898年）
- 11月22日 - モーラ・マロリー（ノルウェー、テニス、*1884年）